# Józef Diament
Józef Samuel Diament (ur. 8 lutego 1894 w Radomiu, zm. 10 sierpnia 1942 w KL Auschwitz) – przewodniczący Naczelnej Rady Starszych Ludności Żydowskiej Dystryktu Radomskiego (Judenratu obejmującego kompetencjami cały dystrykt radomski) prawdopodobnie od grudnia 1939 do kwietnia 1942, doradca do spraw opieki społecznej przy szefie dystryktu radomskiego. Aresztowany pod zarzutem nadużyć gospodarczych, zginął w obozie koncentracyjnym w Auschwitz.

## Czasy przedwojenne
Diament był spolonizowanym radomskim Żydem. W wieku 24 lat przeprowadził formalną zmianę imion Szmul-Josek na Samuel Józef. O stopniu asymilacji świadczy także nadanie obu córkom polskich imion, to jest Stefania i Henryka. Przed II wojną światową był buchalterem i współwłaścicielem odlewni żeliwa (najprawdopodobniej chodzi o odlewnię Glinice przy ul. Średniej 7), nie udzielał się w życiu społeczności żydowskiej.

## Żydowski Komitet Samopomocy Społecznej

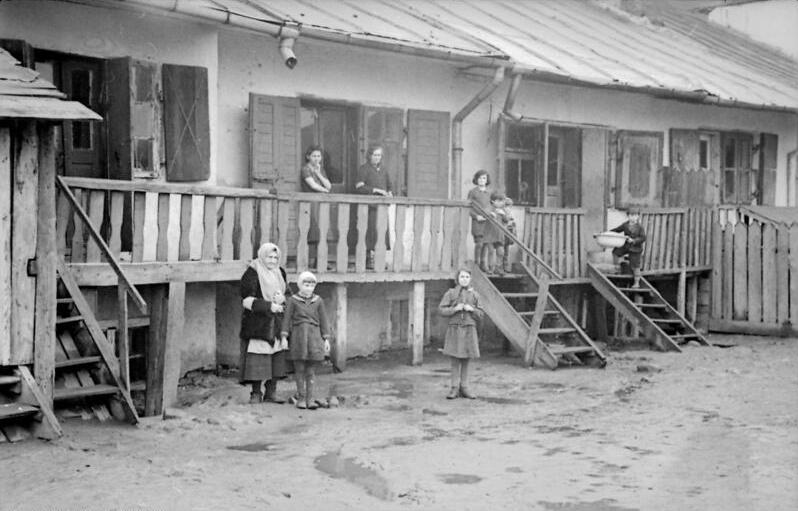
Żydzi dystryktu radomskiego, 1941

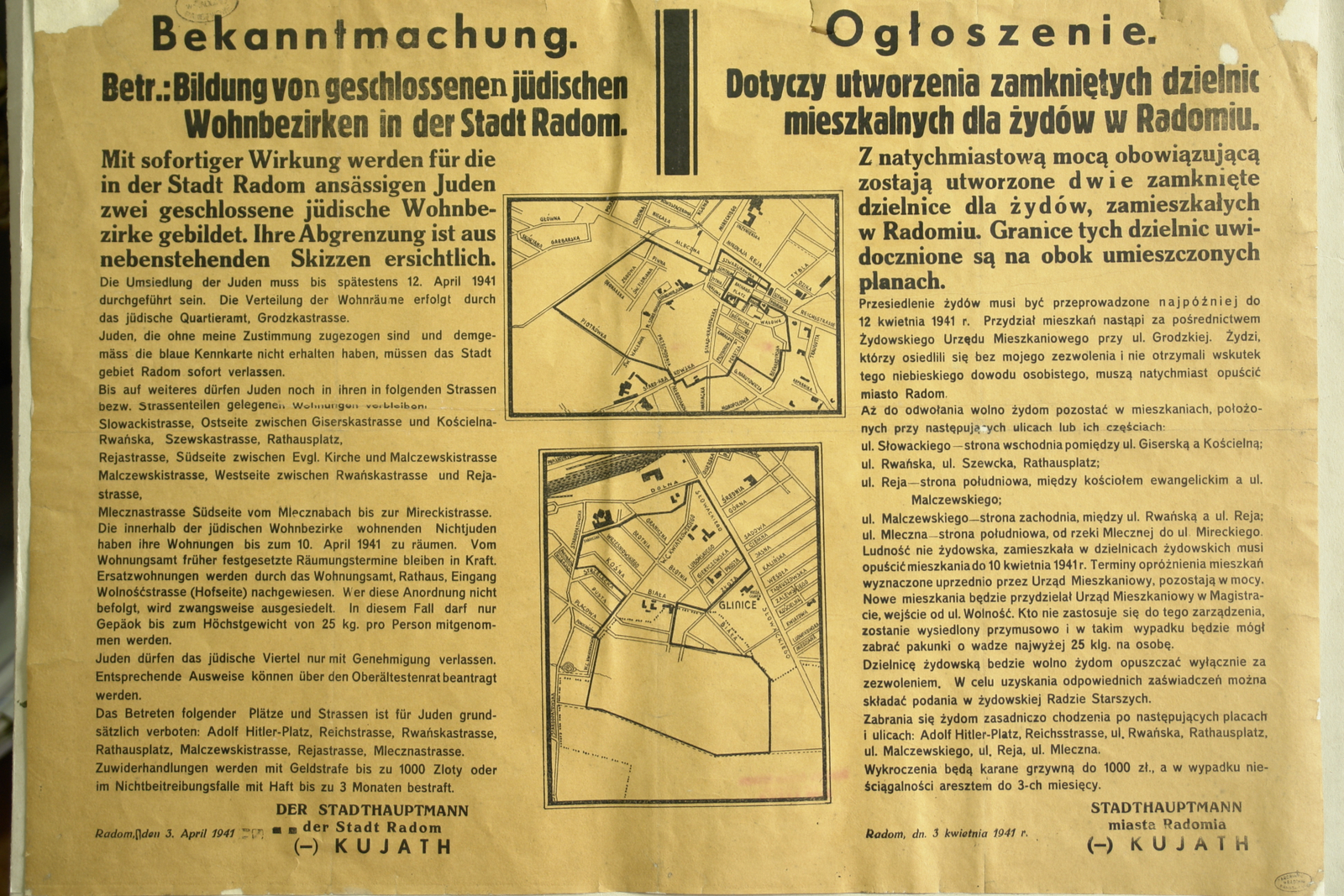
Plakat informujący o utworzeniu getta w Radomiu

We wrześniu 1939 Diament przyjął pierwszą funkcję publiczną, to jest został zastępcą Jakuba Goldberga – przewodniczącego Tymczasowego Komitetu Żydowskiego, który – wydzielony przez Niemców z Komitetu Obywatelskiego, powstałego po opuszczeniu miasta przez przedwojenne władze – wspierał znajdujących się w potrzebie żydowskich mieszkańców Radomia. W dniu 26 września został przewodniczącym ukonstytuowanego Żydowskiego Komitetu Samopomocy Społecznej przez co stał się dla Niemców głównym reprezentantem żydowskiej społeczności miasta. Dla radomskich Żydów był osobą nieznaną. Komitet, obok innych funkcji i zadań, musiał płacić Niemcom w imieniu miejscowych Żydów wysokie kontrybucje. Diament brał udział w organizowaniu dla okupantów rzeczowego ekwiwalentu finansowej kontrybucji, gdy okazało się, że radomscy Żydzi nie są w stanie zebrać w październiku 1939 wymaganej kwoty 300 000 złotych i 10 000 marek. Konwojowany przez gestapo jako reprezentant Komitetu udał się wraz z delegacją do Łodzi, aby zakupić płótno, nici i guziki, z których później w Radomiu szyto bieliznę dla niemieckiej armii.

## Judenrat
W grudniu 1939, realizując zarządzenie generalnego gubernatora Hansa Franka, generał SS Fritz Katzmann wyznaczył Diamenta do stworzenia żydowskiej Rady Starszych (Judenratu). Sam będąc osobą jeszcze słabo znaną wśród mieszkańców miasta, na swoich współpracowników Diament wybrał ludzi zasłużonych, członków Żydowskiego Komitetu Samopomocy Społecznej, przekształcając tym samym dotychczasowy Komitet w Judenrat. Taki skład Judenratu pozwolił mu zdobyć duży kredyt zaufania mieszkańców. Niejasna jest kwestia kompetencji zarządzanego przez Diamenta Judenratu w pierwszym okresie jego działania. Nie wiadomo, czy miał pod swoim zarządem tylko miasto, czy też od razu jako Naczelna Rada Starszych Ludności Żydowskiej Dystryktu Radomskiego (Der Ober-Ältestanradt Jüdischen Bevolkerung des Distrikts Radom in Radom) obejmował kompetencjami cały dystrykt. Niektóre źródła mówią o dwóch Judenratach w Radomiu (miejskim i dystryktowym), inne twierdzą, że Diament zarządzał jedynym w Radomiu Judenratem, będącym reprezentacją Żydów dystryktu. Niezależnie od tej kwestii, Józef Diament stał się szybko głównym reprezentantem wszystkich Rad Żydowskich całego dystryktu i kierował z Radomia rozbudowanym aparatem urzędniczym.
Diament, jako doradca do spraw opieki społecznej przy szefie dystryktu radomskiego (Der Beirat für die soziale Fürsorge beim Chefdes Distrikts Radom) współpracował z Żydowską Samopomocą Społeczną (ŻSS) i brał udział w zebraniach jej komitetu. Wykorzystywał swoją pozycję przewodniczącego Judenratu i doradcy do spraw opieki społecznej, angażując się w kwestie kwaterunku, pomocy medycznej i materialnej dla żydowskich wysiedleńców, przybywających do dystryktu radomskiego. Podróżował samochodem po dystrykcie, by osobiście pilnować organizacji przesiedleń, współpracował ściśle z Niemcami, niejednokrotnie wyjednując na nich ustępstwa. W styczniu 1942 wymógł na władzach okupacyjnych rezygnację z przesiedleń Żydów z terenów wiejskich Firleja, Jedlni, Stromca, Wierzbicy i Wolanowa do gett w miejscach większych skupisk ludności żydowskiej. Niemcy utworzyli w zamian niewielkie getta w wyżej wymienionych miejscowościach. Również w styczniu 1942 za sprawą interwencji Diamenta odroczono akcję wysiedleńczą 30% Żydów zamieszkujących Iłżę. W przypadkach, kiedy nie można było uzyskać zmiany ostatecznych niemieckich decyzji, Diament zabiegał o to, by akcje wysiedleńcze Żydów odbywały się bez udziału Niemców (tak się stało m.in. w marcu 1941 w Przytyku) lub też o prawo samodzielnego rozlokowania wysiedleńców (Głowaczów, 1941).
Judenrat pod kierunkiem Diamenta prowadził Szpital Starozakonnych, sierociniec, Dom Starców i Kalek, wspierał ubogich, wydając żywność i odzież. W październiku 1940 Rada podjęła próbę odnowienia szkolnictwa żydowskiego w mieście. Od 1941 kompetencje Judenratu zostały ograniczone do funkcji administracyjnych, taką rolę pełnił on też w radomskim getcie, założonym w kwietniu 1941.
Rada stanowiła także w rękach Niemców narzędzie kontroli ludności żydowskiej: gromadziła statystyki, prowadziła ewidencję, co ułatwiało wprowadzanie Niemcom kolejnych kontrybucji, restrykcji i represji. Sprawiło to, że w powojennych opiniach ocalałych Żydów radomski Judenrat i jego przewodniczący był oskarżany o kolaborację i łapownictwo. Gdy 1 XII 1942 wydano rozporządzenie o przymusowym wysiedleniu z Radomia 2 tysięcy Żydów, to właśnie na Judenrat spadł obowiązek stworzenia listy przesiedleńców. W Radzie pojawiły się plany usunięcia z miasta przy tej okazji osób najuboższych. Choć Rada Starszych przyjęła uchwałę zabraniającą uzależniania obecności na liście wysiedleńczej od stopnia ubóstwa, Diament zażądał od Żydowskiej Samopomocy Społecznej danych o tym, kto korzysta ze wsparcia. Na listach komisji wysiedleńczej znalazło się 271 ubogich rodzin widniejących w kartotekach ŻSS. Spowodowało to kryzys akcji pomocowej, gdyż pozostali w mieście Żydzi bali się korzystać z jej usług i zabiegali (niekiedy także przy pomocy łapówek) o całkowite skreślenie ich z ewidencji ŻSS. Diament w związku ze skandalem chciał zrezygnować z funkcji doradcy do spraw opieki społecznej przy szefie dystryktu, lecz jego dymisja nie została przyjęta. Obwiniano go także o zaniechania i wystawne życie: Emanuel Ringelblum w Kronice getta warszawskiego pisze, opierając się na informacjach od osób trzecich, że w listopadzie 1941 (czyli już podczas funkcjonowania getta) podczas gdy Diament przebywał na letnisku w Otwocku, w Radomiu za sprawą Judenratu gestapo dokonało egzekucji na 30 Żydach z Baranowicz.

## Śmierć
28 kwietnia 1942 Józef Diament wraz ze swoim zastępcą Arnoldem Merynem i innymi członkami Rady został aresztowany pod zarzutem nadużyć gospodarczych i umieszczony w radomskim więzieniu. 21 lipca oskarżeni zostali wysłani do obozu koncentracyjnego Auschwitz-Birkenau, gdzie ponieśli śmierć.